# Châtellerault
Châtellerault là một xã của Pháp, ở tỉnh Vienne, phía bắc vùng Nouvelle-Aquitaine. Xã này có diện tích 51,93 km2, dân số năm 2006 là 34.402 người.
Dân địa phương danh xưng tiếng Pháp là Châtelleraudais hay Châtelleraudaises.

## Biến động dân số
| Năm | 1936   | 1954   | 1962   | 1968   | 1975   | 1982   | 1990   | 1999   | 2006   | 2011   | 2012   |
| --- | ------ | ------ | ------ | ------ | ------ | ------ | ------ | ------ | ------ | ------ | ------ |
| Dân số | 19 804 | 25 514 | 27 079 | 35 337 | 37 080 | 35 838 | 34 678 | 34 126 | 34 402 | 31 902 | 31 537 |
| From the year 1962 on: No double counting—residents of multiple communes (e.g. students and military personnel) are counted only once. |        |        |        |        |        |        |        |        |        |        |        |

## Nhân vật nổi tiếng
- Clément Janequin (1485-1558)
- Rodolphe Salis (1851-1897) (Le Chat Noir)
- Christiane Martel (1932-)
- Jean-Pierre Thiollet (1956-)